# Svein Mathisen
Svein Mathisen (Sauda, 30 settembre 1952 – Kristiansand, 27 gennaio 2011) è stato un calciatore norvegese, di ruolo centrocampista.

## Biografia
È il padre di Jesper Mathisen. Nel 2009, gli fu diagnosticato un tumore dello stomaco e iniziò le cure per combatterlo: nonostante questo, però, continuò a giocare a calcio e ad apparire in televisione. In un'intervista del 2010 al Verdens Gang (VG), Mathisen disse che la malattia gli insegnò ad apprezzare le piccole e cose e fu ottimista per un suo recupero fisico.
Morì nel sonno delle prime ore del 27 gennaio 2011, a circa un anno e mezzo da quando gli fu diagnosticata la malattia. L'ultima apparizione pubblica del calciatore avvenne pochi giorni prima, ad un torneo calcistico locale. Diverse personalità espressero il cordoglio per la sua scomparsa e Start sospese le sue attività per la giornata.

## Caratteristiche tecniche
Mathisen giocò da centrocampista offensivo oppure da attaccante.

## Carriera

### Club
Mathisen giocò l'intera carriera con la maglia dello Start, fatta eccezione per una breve esperienza con gli scozzesi dello Hibernian. In totale, giocò 327 incontri con lo Start e segnò 106 reti. Entrambi i dati sono dei record per il club e, al momento del ritiro del 1989, detenne il record di presenze nel campionato nazionale. Successivamente, però, fu superato da Ola By Rise, Roar Strand, Christer Basma, Erik Hoftun e Bjørn Johansen.

### Nazionale
Mathisen giocò 25 partite, con 2 reti, per la Norvegia. Debuttò il 7 luglio 1975, nel pareggio per uno a uno contro l'Islanda. Il 15 agosto 1979 segnò la prima rete, nel successo per due a zero sulla Svezia.

## Palmarès

### Giocatore

#### Club

##### Competizioni nazionali
- Campionato norvegese: 2

Start: 1978, 1980